# Club Esportiu Atlètic Lleida
El Club Esportiu Atlètic Lleida és un equip de futbol català amb seu a Lleida. Fundat el 22 de juny de 2019, juguen a Tercera Federació – Grup 5. Disputant els partits a casa al Camp de Futbol Municipal Ramón Farrús, amb una capacitat de 1.200 persones.

## Història
Fundat el 25 de setembre de 1926 com a Club Deportivo Almacellench, el club va ser rebatejat posteriorment a Club de Futbol Almacelles i més tard a Atlètic Almacelles. L'any 1986 van canviar de nom pel de Club Esportiu Escola de Futbol Almacelles i Comarca (EFAC).
Després de ser només un equip d'aficionats, L'EFAC Almacelles va començar a jugar en una competició sènior l'any 1988, guanyant l'ascens a Tercera Regional. El 2011 va arribar per primera vegada a la Primera Catalana.
Després de jugar els anys següents entre Primera Catalana i Segona Catalana, L'EFAC va arribar a un acord amb el Club Esportiu Atlètic Lleida a finals de juny de 2019 per ocupar la seva posició a la categoria de primera catalana a partir de la temporada 2020-21. El nom d'Esportiu Atlètic Lleida va ser impugnat pel llavors president del Lleida Esportiu, Albert Esteve, en considerar que la nova marca podia "generar confusió".
El març de 2024, Diari Segre va informar que l'Atlètic Lleida estava en negociació amb el CF Badalona Futur per adquirir el seu lloc a Segona Federació o Primera Federació, amb el seu president Josep María Oromí afirmant que les negociacions es trobaven en una fase "avançada".
El juny de 2024, l'equip va assolir l'ascens a Tercera Federació i va entrar al sistema de lliga estatal de futbol espanyola, per la qual cosa l'equip competirà en aquesta divisió a partir de la temporada 2024–25. Després de l'ascens, la junta de l'Atlètic Lleida va decidir retirar-se de la negociació de compra del Badalona Futur, va argumentar que l'existència de dos equips lleidatans competint a Segona Federació suposaria un conflicte esportiu que l'Atlètic volia evitar, a més de buscar reforçar el seu projecte propi.
Al finalitzar la temporada 2024-2025, el Lleida Esportiu no va poder fer front a un deute econòmic acumulat, fet que va comportar que la seva plaça a la Segona Federació fos disposada a subhasta. Els únics clubs que van abonar la quota per ocupar aquesta plaça van ser els dos equips de Tercera Divisió: l'Atlètic Lleida (segon classificat) i el Club de Futbol Badalona (cinquè classificat). Finalment, l'Atlètic Lleida adquirí la plaça, assolint així per primer cop l'ascens a Segona Federació.
Per la temporada 2025-2026 es va acordar que l'Atlètic Lleida podria disputar els seus partits com a local al Camp d'Esports de Lleida, a canvi d'una xifra propera als 6.000 euros que l'Atlètic pagarà mensualment al Lleida Esportiu.

### Noms que ha tingut el club
- Club Deportivo Almacellench (1926–19XX)
- Club de Fútbol Almacelles (19XX–1968)
- Athlètic Almacelles (1968–1986)
- Club Esportiu Escola de Futbol Almacelles i Comarca (1986–2020)
- Club Esportiu Atlètic Lleida (2020–)

## Temporada a temporada

### EFAC Almacelles[13]
| Temporada | Nivell | Divisió  | Lloc | Copa del Rei |
| --------- | ------ | -------- | ---- | ------------ |
| 1988–89   | 8      | 3a Terr. | 4    |              |
| 1989–90   | 7      | 2a Terr. | 16   |              |
| 1990–91   | 7      | 2a Terr. | 15   |              |
| 1991–92   | 8      | 2a Terr. | 15   |              |
| 1992–93   | 9      | 3a Terr. | 2    |              |
| 1993–94   | 9      | 3a Terr. | 1    |              |
| 1994–95   | 8      | 2a Terr. | 4    |              |
| 1995–96   | 8      | 2a Terr. | 8    |              |
| 1996–97   | 8      | 2a Terr. | 5    |              |
| 1997–98   | 8      | 2a Terr. | 5    |              |
| 1998–99   | 7      | 1a Terr. | 14   |              |
| 1999–2000 | 7      | 1a Terr. | 13   |              |
| 2000–01   | 7      | 1a Terr. | 15   |              |
| 2001–02   | 7      | 1a Terr. | 14   |              |
| 2002–03   | 7      | 1a Terr. | 17   |              |
| 2003–04   | 8      | 2a Terr. | 2    |              |

| Temporada | Nivell | Divisió     | Lloc | Copa del Rei |
| --------- | ------ | ----------- | ---- | ------------ |
| 2004–05   | 7      | 1a Terr.    | 17   |              |
| 2005–06   | 8      | 2a Terr.    | 2    |              |
| 2006–07   | 7      | 1a Terr.    | 5    |              |
| 2007–08   | 7      | 1a Terr.    | 1    |              |
| 2008–09   | 6      | Pref. Terr. | 18   |              |
| 2009–10   | 7      | 1a Terr.    | 2    |              |
| 2010–11   | 7      | 1a Terr.    | 1    |              |
| 2011–12   | 5      | 1a Cat.     | 15   |              |
| 2012–13   | 6      | 2a Cat.     | 2    |              |
| 2013–14   | 5      | 1a Cat.     | 7    |              |
| 2014–15   | 5      | 1a Cat.     | 14   |              |
| 2015–16   | 6      | 2a Cat.     | 2    |              |
| 2016–17   | 5      | 1a Cat.     | 6    |              |
| 2017–18   | 5      | 1a Cat.     | 3    |              |
| 2018–19   | 5      | 1a Cat.     | 10   |              |
| 2019–20   | 5      | 1a Cat.     | 7    |              |

### Atlètic Lleida[14]
| Temporada | Nivell | Divisió         | Lloc | Copa del Rei |
| --------- | ------ | --------------- | ---- | ------------ |
| 2020–21   | 5      | 1a Cat.         | 6    |              |
| 2021–22   | 6      | 1a Cat.         | 6    |              |
| 2022–23   | 6      | 1a Cat.         | 3    |              |
| 2023–24   | 6      | Lliga Elit      | 6    |              |
| 2024–25   | 6      | Tercera Divisió | 2    |              |